# فارتا (مركبة نقل المشاة)
فارتا هي مركبة مشاة صممتها شركة يوكرانيان آرمور في أوكرانيا.
عرضت شركة أوكرانيا آرمور مركبة فارتا في فبراير 2019 في معرض ومؤتمر الدفاع الدولي في أبو ظبي مع أحدث مركبة للتدخل السريع من طراز نوفاتور. منحت حكومة وزراء أوكرانيا شركة شركة يوكرانيان آرمو الحق في تصدير المنتجات واستيراد البضائع بشكل مستقل لتلبية احتياجات الإنتاج.

## التطوير
بدأت شركة «يوكرانيان آرمور»، وهي شركة مملوكة للقطاع الخاص مقرها في كييف، إنتاج ناقلة الجند المدرعة كاشفة نموذجها التجريبي الأول في كييف في 7 ديسمبر 2015. هذه المركبة، التي أُنتجت خصيصًا لوحدات العمليات الخاصة التابعة للحرس الوطني الأوكراني ووحدة الاستجابة السريعة للعمليات، كانت خط الإنتاج الافتتاحي للشركة.

## المشغلون

### المشغلون الحاليون
- أوكرانيا: تستخدم القوات المسلحة والحرس الوطني ووحدة التدخل العملياتي السريع مركبات فارتا.

- روسيا: غنمت القوات الروسية 24 وحدة على الأقل أثناء الغزو الروسي لأوكرانيا عام 2022.[3]

## روابط خارجية
- David Bocquelet. "Ukrarmor Varta (2016)". tank-afv.com. اطلع عليه بتاريخ 2024-04-21.
- "ukrarmor.com/products/varta-is-an-aromoured-multi-purpose-vehucle-ampv-9/". ukrarmor.com. اطلع عليه بتاريخ 2024-04-21.
- "Varta Armoured Personnel Carrier (APC), Ukraine". army-technology.com. اطلع عليه بتاريخ 2024-04-21.
- "Ukrainian Company Gives Up on Varta APC to Make Two New Armored Vehicles | Defense Express". en.defence-ua.com. اطلع عليه بتاريخ 2024-04-21.